# Tlalixtaquilla de Maldonado
Tlalixtaquilla de Maldonado è un comune del Messico, situato nello stato di Guerrero, il cui capoluogo è la località di Tlalixtaquilla.